# Лунёвщина (Юшкинская волость)
Лунёвщина — деревня в Гдовском районе Псковской области России. Входит в состав Юшкинской волости Гдовского района.

## География
Расположена в 16 км к югу от Гдова и в 6 км к югу от волостного центра Юшкино на автодороге Псков — Гдов (Р60).

## Население
Численность населения деревни по оценке на 2000 год составляет 40 жителей.